# Entrenament

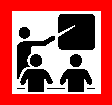
Pictograma d'entrenament

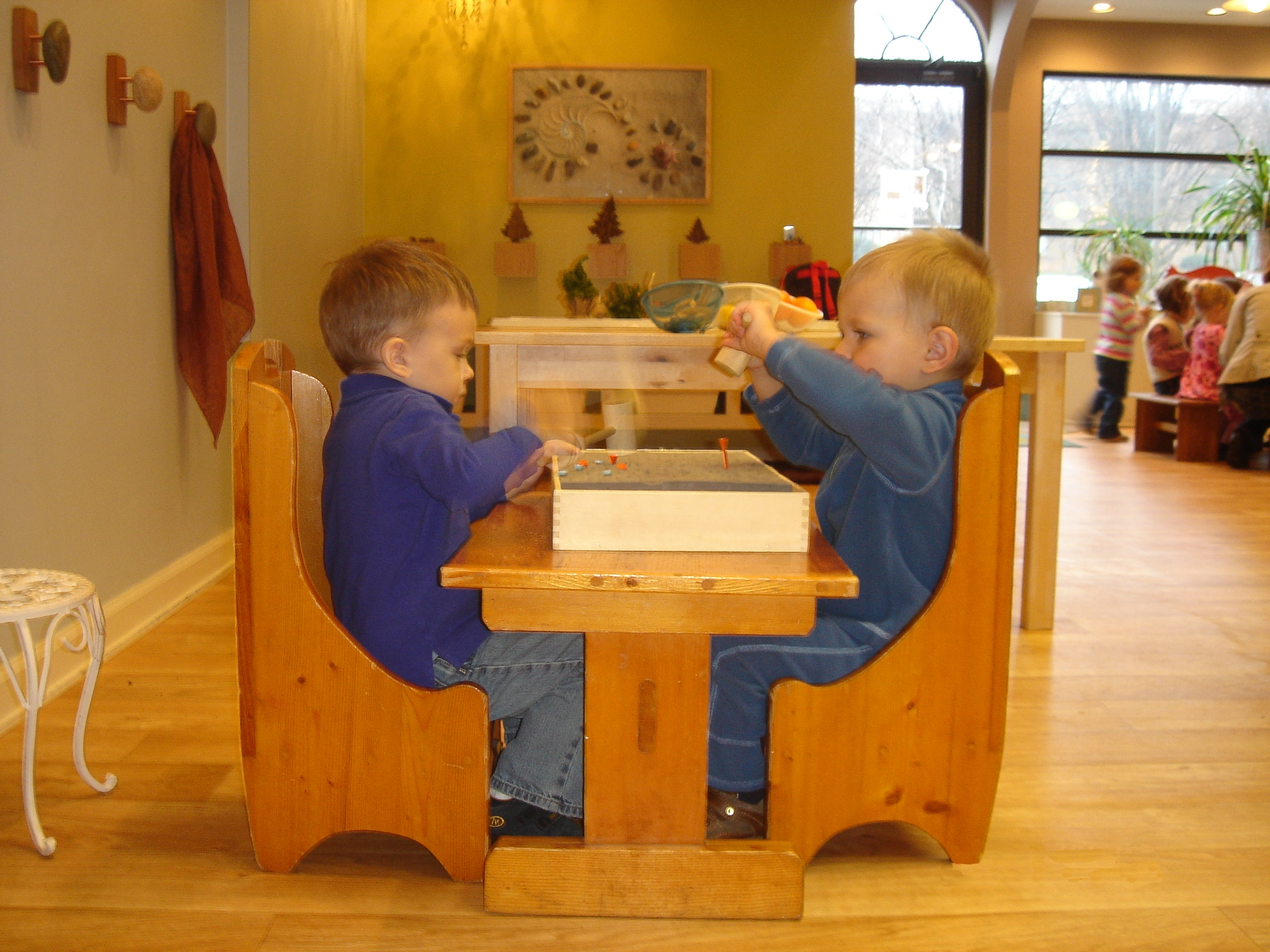
Nens durant un entrenament; veure Video.

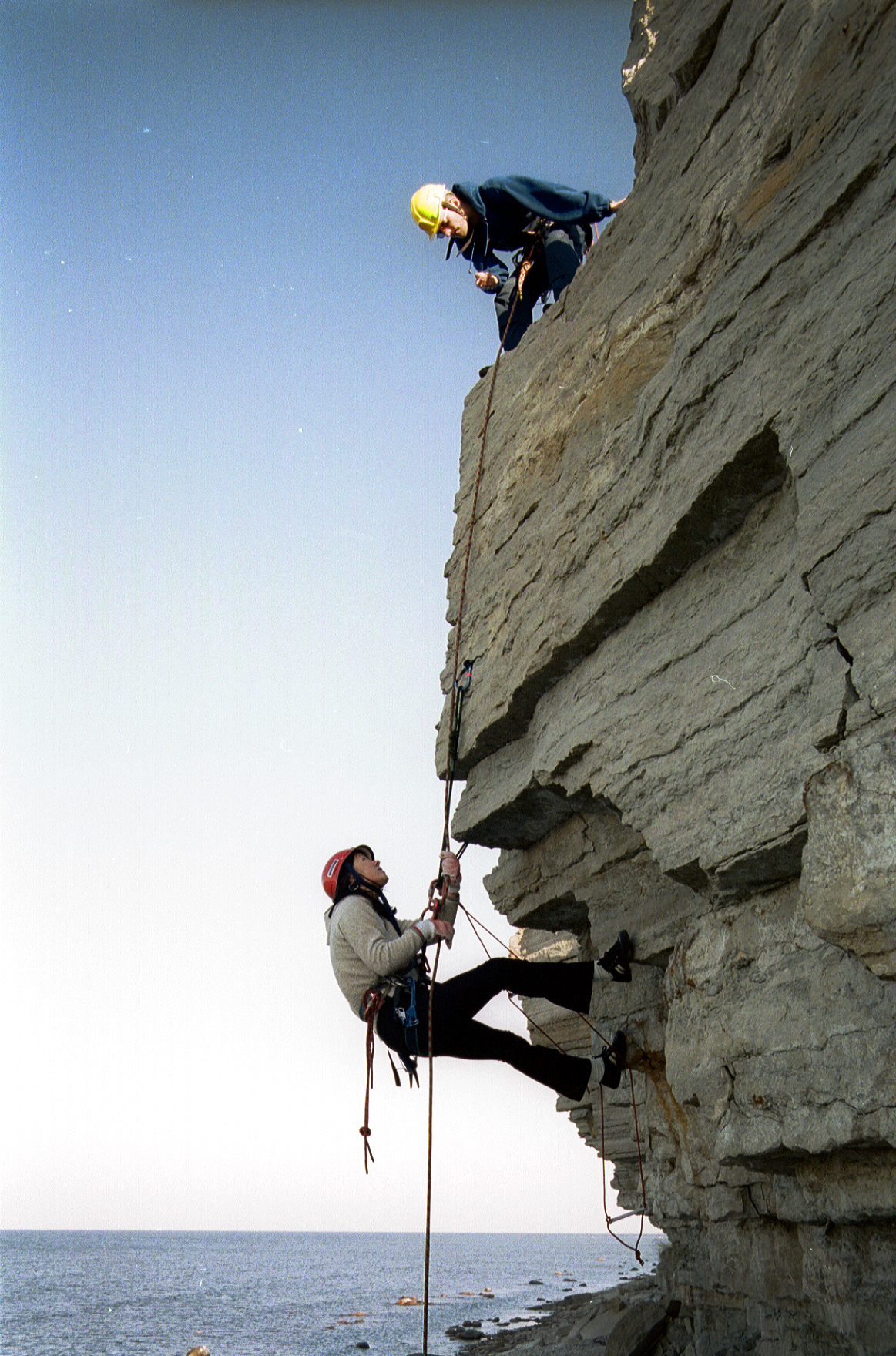
Entrenament d'alpinisme a Estònia.

Entrenament es refereix d'un costat a l'adquisició de coneixement, habilitats, i capacitats com a resultat de l'ensenyament d'habilitats vocacionals o pràctiques i coneixement relacionat amb aptituds que tanquen certa utilitat i de l'altre costat el conjunt de pràctiques físiques, psíquiques i dietètiques destinades a proporcionar a l'atleta una preparació per a poder efectuar una prova en les millors condicions.

## Ensenyament
Forma el centre de l'aprenentatge i proporciona la base dels continguts en instituts de formació professional i politècnics. Avui en dia es refereix sovint com a desenvolupament professional.
D'altra banda, l'evolució científica de l'entrenament per a les persones del carrer ha portat a la creació de l'anomenat Entrenament Funcional.

## Esport
L'entrenament físic és més mecànic: sèries planejades d'exercicis desenvolupen habilitats específiques o músculs amb la intenció d'aconseguir el màxim potencial en un moment determinat. Un tipus d'entrenament és l'entrenament fartlek, que és un tipus d'entrenament flexible que pot ser adaptat a gairebé a qualsevol atleta.